# Human herpesvirus 6
Human herpesvirus 6 (HHV-6) o herpesvirus humano 6, también conocido antiguamente como human B-lymphotropic virus (HBLV) o  virus linfotrópico B humano es un virus de la familia Herpesviridae, uno de los 8 (HHV-1 a HHV-8) que infecta a los humanos. Existen dos subtipos de HHV-6, denominados HHV-6A (el virus linfotrópico B humano) y HHV-6B (relacionado con la roseola infantil). La especie fue aislada por primera vez en 1986 a partir de linfocitos de pacientes afectados por desórdenes linforreticulares.

## Enfermedades
HHV-6B es responsable de hasta un 93% de las infecciones primarias en Europa y América del Norte. Tales infecciones usualmente causan fiebre, con en el 10% de los casos exantema súbito (roseola, erupción). Las infecciones primarias por HHV-6 cuentan hasta el 20% de las hospitalizaciones infantiles en los Estados Unidos y se asocian con varias complicaciones más graves, como encefalitis, linfadenopatía, miocarditis y mielosupresión. Después de la infección primaria, el virus se establece en el mieloide y en la médula ósea y permanece latente por el tiempo de vida del huésped. El virus periódicamente se reactiva desde el estado latente, con ADN de HHV-6 siendo detectable en un 20-25% de los adultos sanos en los Estados Unidos. En la mayoría de los casos, estas re-activaciones a menudo son asintomáticas, pero en individuos inmunodeprimidos puede haber complicaciones graves.
El genoma del virus puede ser 'heredado', a partir de gametocitos de padres con el genoma del VHH-6 integrado en los telómeros. En este caso todas las células somáticas del individuo tienen el genoma del virus, lo que puede confundirse con una infección primaria persistente al detectarse una gran cantidad de copias del DNA vírico en el plasma y tejidos.
La reactivación del HHV-6 puede causar enfermedades graves en las personas trasplantadas y puede dar lugar a episodios de rechazo, a menudo en conjunción con otros betaherpesviridae. Del mismo modo que con el VIH/SIDA, las reactivaciones del HHV-6 pueden causar infección generalizada y muerte. Aunque hasta el 100% de la población ha estado expuesta (seropositivo) al HHV-6, hay muy pocos casos de infecciones primarias en los adultos. En los Estados Unidos, estos casos se han relacionado más con el HHV-6A, que se  supone más patógeno y más neurotrópico y se ha vinculado a varios trastornos relacionado con el sistema nervioso central.
El HHV-6 también ha sido encontrado en pacientes de esclerosis múltiple e implicado como cofactor en varias otras enfermedades, incluyendo el síndrome de fatiga crónica, fibromialgia, sida, y epilepsia del lóbulo temporal pero todavía no se ha establacido el vínculo definitivo.